# لا وننو
لا وننو (به انگلیسی: La Veneno)(زاده ۱۹ مارس ۱۹۶۴-درگذشته ۹ نوامبر ۲۰۱۶) بازیگر و خواننده اسپانیایی بود.
او یک زن ترنس بود.